# Giovan Battista Trotti

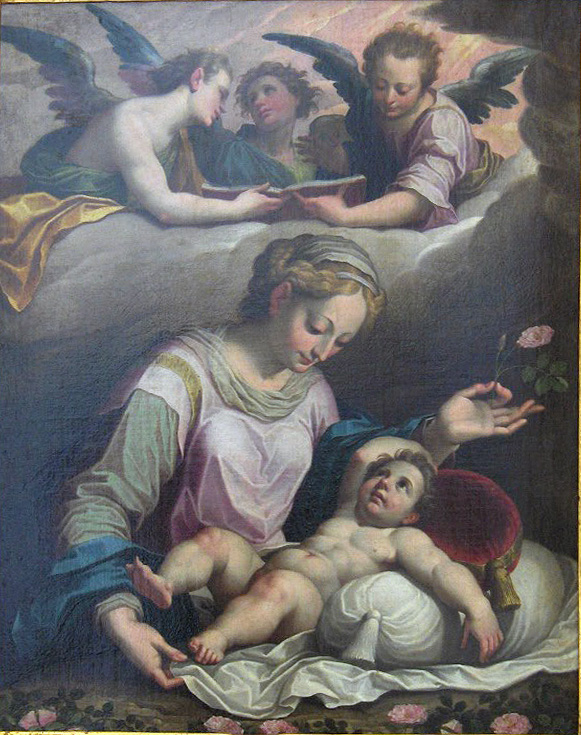
Madonna con la rosa, Museo della città di Rimini

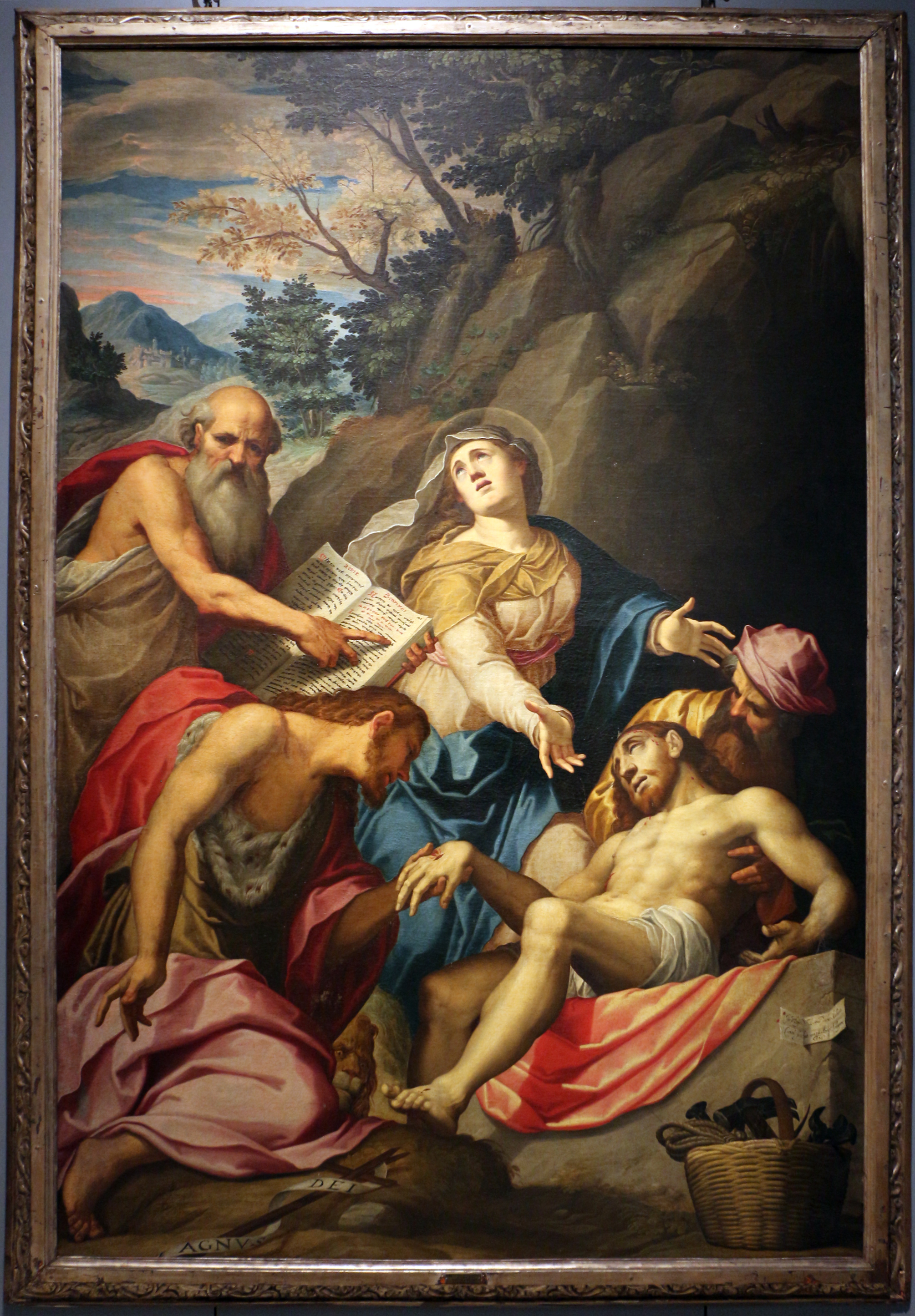
Deposizione

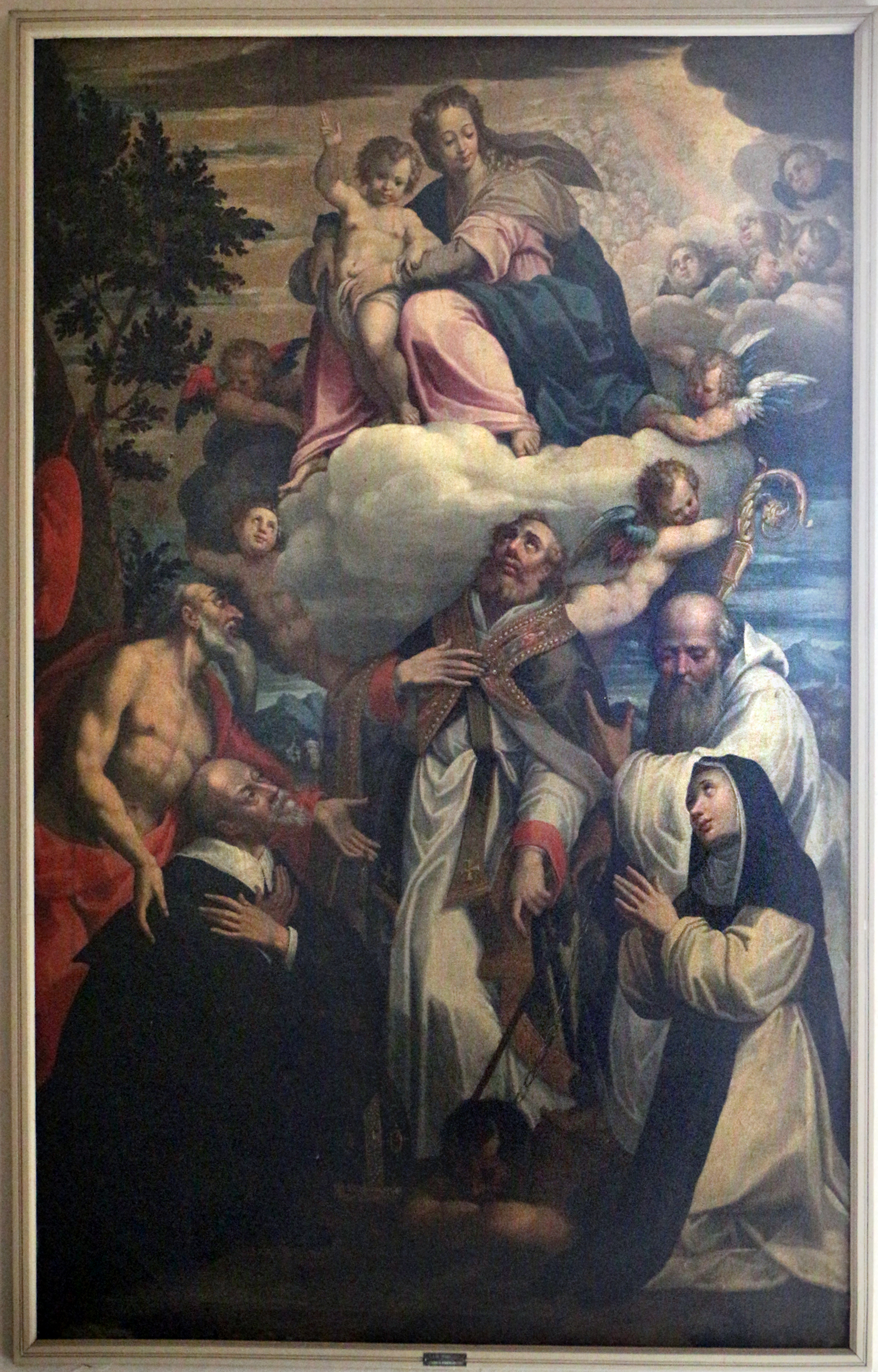
Madonna in gloria

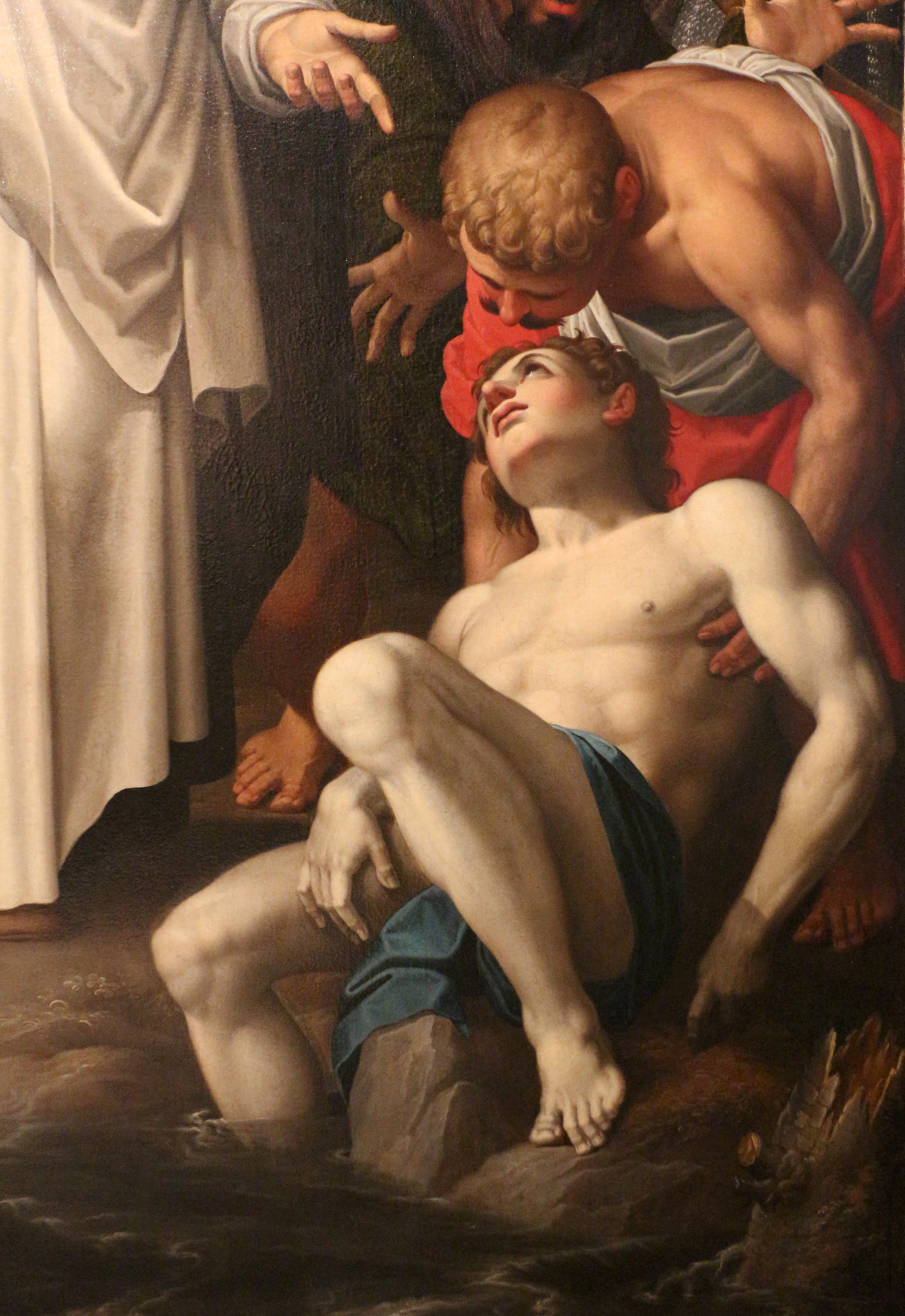
Miracolo di San Giacinto (particolare), Museo civico Ala Ponzone, Cremona

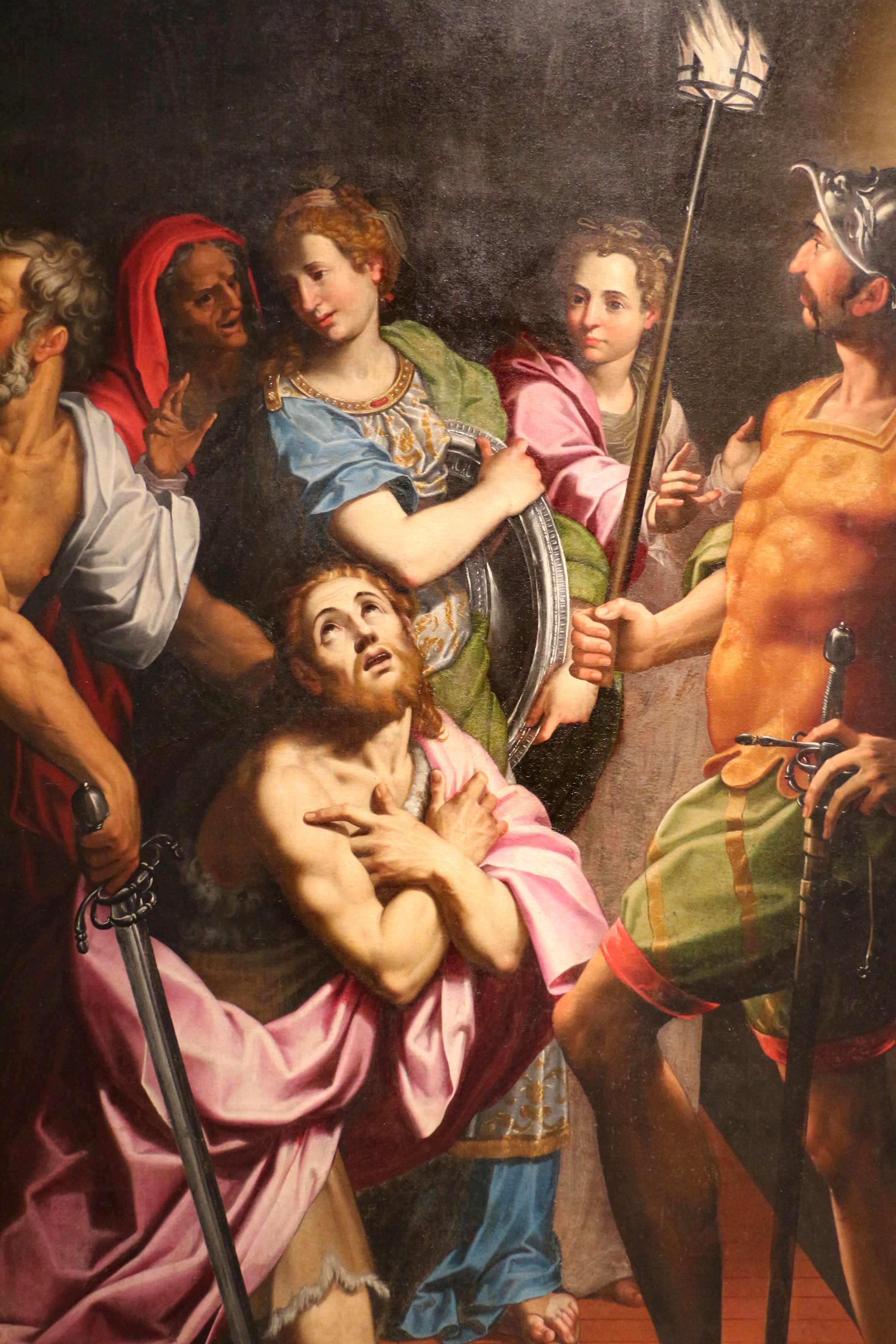
Decollazione del Battista

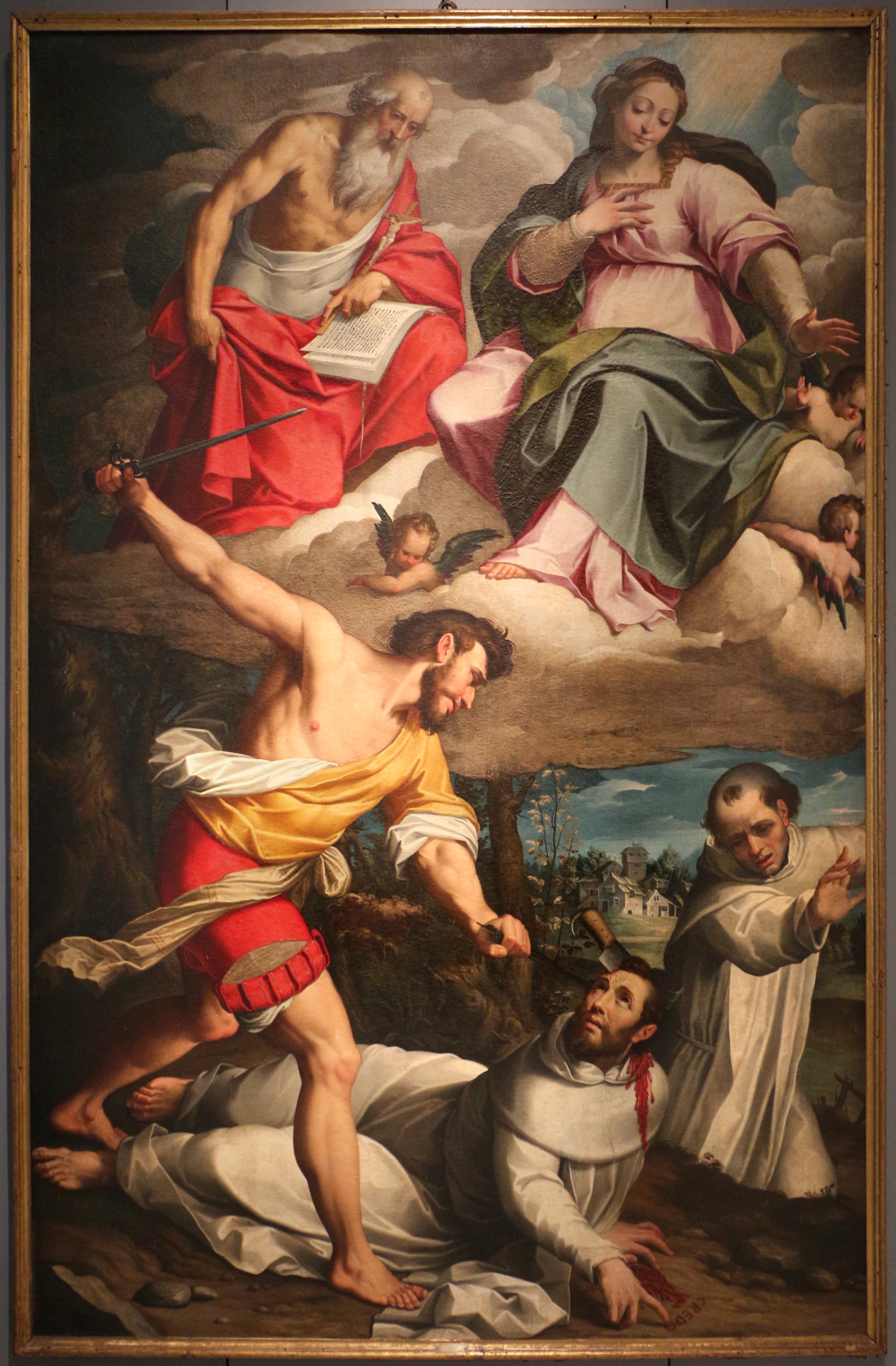
Martirio di San Pietro da Verona

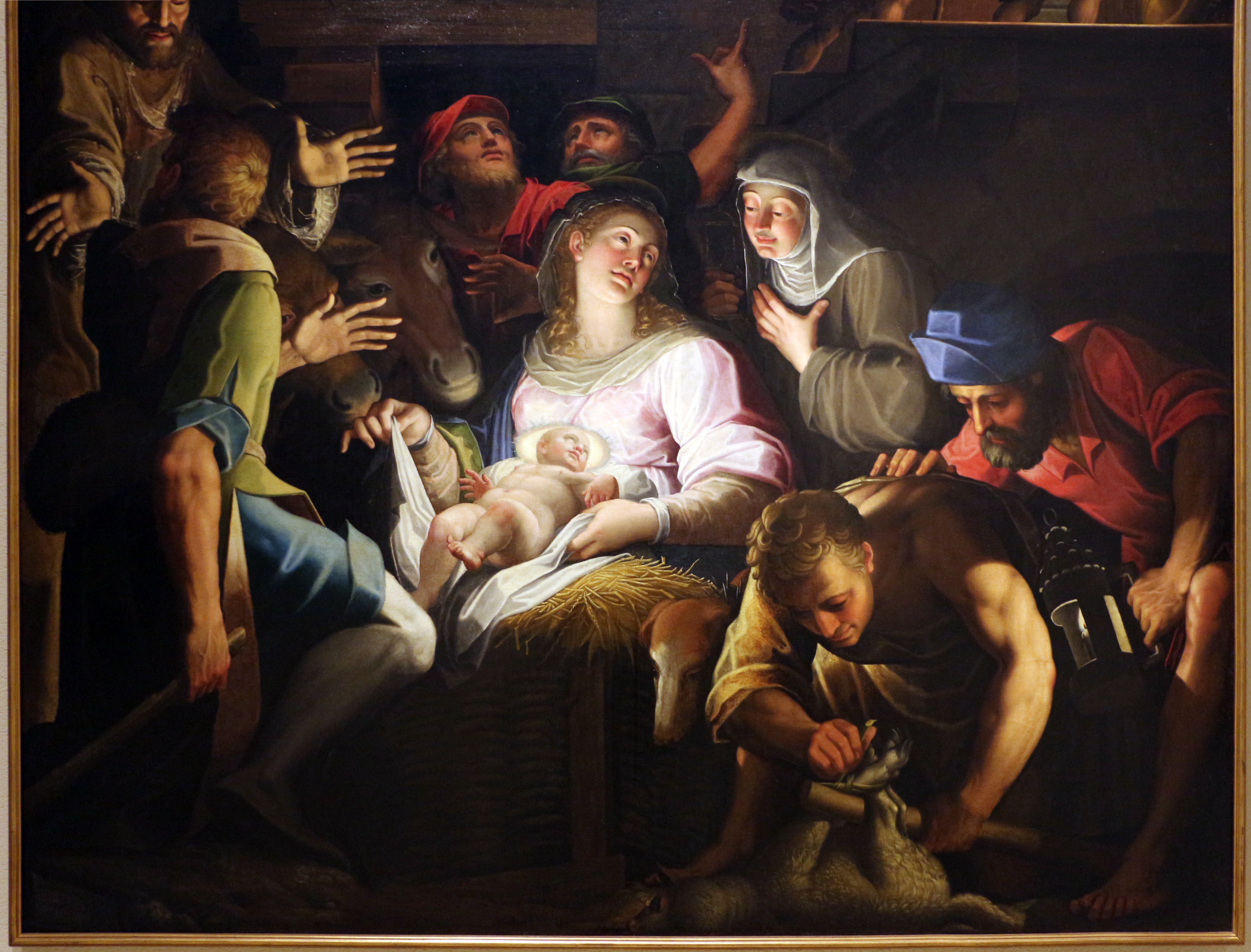
Adorazione dei pastori coi Santi Francesco e Chiara

Giovanni Battista Trotti detto il Malosso (Cremona, 1555 – Parma, 11 giugno 1619) è stato un pittore italiano del tardo Rinascimento.

## Biografia
Si formò alla scuola manierista di Bernardino Campi, del quale sposò la nipote. Nel 1584 dipinse la Decollazione di San Giovanni Battista davanti a Salomè presso Padenghe sul Garda. A partire dal 1587 partecipò alla decorazione della chiesa di San Pietro al Po di Cremona. Dipinse una Crocifissione nel Duomo e una Concezione nella chiesa di San Francesco. Sempre a Cremona, dipinse Sant'Omobono discute con gli eretici, pala d'altare maggiore della Chiesa dei Santi Omobono ed Egidio. Nella Collegiata di San Bartolomeo Apostolo a Busseto dipinse la Madonna con Bambino in gloria tra San Pietro e San Giacinto. Assieme ad Agostino Carracci eseguì alcuni dipinti nel tribunale di Parma, e sembra sia stato il Carracci a dargli il soprannome di "Malosso" (il cattivo osso).
Dal 1604 entrò definitivamente al servizio della corte farnesiana di Parma. Eseguì gli affreschi di tre pareti della Sala delle leggende nel palazzo del Giardino e collaborò alla decorazione del teatro Farnese. Suo è anche il Paradiso in Santa Maria della Steccata a Parma. Ha anche lasciato diverse opere in alcune chiese della provincia parmense. Per i suoi lavori a Parma il duca Ranuccio Farnese lo nominò cavaliere.
Lavorò anche a Casalmaggiore, Salò (nella cappella del Santissimo Sacramento in duomo), Mantova, Romanengo (nella chiesa dei Santi Giovanni Battista e Biagio) e Piacenza. A Piacenza eseguì dipinti nelle chiese di San Francesco dove decorò la cappella dell'immacolata e Sant'Agostino con un'Annunciazione. Una sua Deposizione dalla Croce è conservata nella Pinacoteca di Brera. Uno dei suoi ultimi lavori fu una Pietà in San Giovanni Novo a Cremona. Tra i suoi allievi vi fu Cristoforo Augusta.
Alcuni suoi bozzetti sono conservati nel Département des Arts graphiques del Museo del Louvre. Ebbe tra i suoi allievi Giulio Calvi.